# Bagno (województwo kujawsko-pomorskie)
Bagno – wieś w Polsce położona w województwie kujawsko-pomorskim, w powiecie włocławskim, w gminie Lubień Kujawski.
| SIMC    | Nazwa    | Rodzaj    |
| ------- | -------- | --------- |
| 0865131 | Brzeziny | część wsi |
| 0865148 | Lisianki | część wsi |
| 0865154 | Maślanka | część wsi |

W latach 1975–1998 miejscowość administracyjnie należała do województwa włocławskiego. Według Narodowego Spisu Powszechnego (III 2011 r.) liczyła 245 mieszkańców. Jest piątą co do wielkości miejscowością gminy Lubień Kujawski.